# Championnat de Ligue Professionelle 1 2011-2012
Il Championnat de Ligue Professionelle 1 2011-2012 è stato l'86ª edizione della massima serie del campionato tunisino di calcio, disputato tra il 4 novembre 2011 e il 3 ottobre 2012, concluso con la vittoria dell'Espérance, al suo venticinquesimo titolo e al quarto consecutivo.
Capocannoniere del torneo è stato Youssef Msakni (Espérance) con 17 reti.

## Squadre partecipanti
| Club             | Stagione | Città         | Stadio                       | Stagione precedente                               |
| ---------------- | -------- | ------------- | ---------------------------- | ------------------------------------------------- |
| Béni-Khalled     | dettagli | Beni Khalled  | Stadio di Beni Khalled       | 2º posto in Championnat de Ligue Professionelle 2 |
| Bizertin         | dettagli | Biserta       | Stadio 15 October            | 5º posto in Championnat de Ligue Professionelle   |
| Club Africain    | dettagli | Tunisi        | Stadio Olimpico di El Menzah | 4º posto in Championnat de Ligue Professionelle   |
| Espérance        | dettagli | Radès         | Stadio Hammadi Agrebi        | 1º posto in Championnat de Ligue Professionelle   |
| Espérance Zarzis | dettagli | Zarzis        | Stadio Jlidi                 | 12º posto in Championnat de Ligue Professionelle  |
| Étoile du Sahel  | dettagli | Susa          | Stadio Olimpico di Susa      | 2º posto in Championnat de Ligue Professionelle   |
| Gafsa            | dettagli | Gafsa         | Stadio Mohamed Rouached      | 8º posto in Championnat de Ligue Professionelle   |
| Gabès            | dettagli | Gabes         | Stadio Comunale di Gabès     | 13º posto in Championnat de Ligue Professionelle  |
| Hammam Lif       | dettagli | Hammam Lif    | Stadio Bou Kornine           | 6º posto in Championnat de Ligue Professionelle   |
| Hammam Sousse    | dettagli | Hammam Sousse | Stadio Bou Ali Lahouar       | 14º posto in Championnat de Ligue Professionelle  |
| Kairouan         | dettagli | al-Qayrawan   | Stadio Ali Zouaoui           | 9º posto in Championnat de Ligue Professionelle   |
| Marsa            | dettagli | La Marsa      | Stadio Abdelaziz Chtioui     | 11º posto in Championnat de Ligue Professionelle  |
| Monastir         | dettagli | Monastir      | Stadio Mustapha Ben Jannet   | 1º posto in Championnat de Ligue Professionelle 2 |
| Olympique Béja   | dettagli | Béja          | Stadio Boujemaa El-Kemiti    | 10º posto in Championnat de Ligue Professionelle  |
| Sfaxien          | dettagli | Sfax          | Stadio Taieb Mhiri           | 3º posto in Championnat de Ligue Professionelle   |
| Stade Tunisien   | dettagli | Tunisi        | Stadio Chedly Zouiten        | 7º posto in Championnat de Ligue Professionelle   |

## Classifica finale
|                    | Pos. | Squadra          | Pt | G  | V  | N  | P  | GF | GS | DR  |
| ------------------ | ---- | ---------------- | -- | -- | -- | -- | -- | -- | -- | --- |
| Tunisia (bandiera) | 1.   | Espérance        | 69 | 30 | 22 | 3  | 5  | 61 | 22 | +39 |
|                    | 2.   | Bizertin         | 65 | 30 | 20 | 5  | 5  | 54 | 25 | +29 |
|                    | 3.   | Sfaxien          | 56 | 30 | 15 | 11 | 4  | 47 | 26 | +21 |
|                    | 4.   | Étoile du Sahel  | 49 | 30 | 13 | 10 | 7  | 33 | 22 | +11 |
|                    | 5.   | Marsa            | 47 | 30 | 12 | 11 | 7  | 39 | 28 | +11 |
|                    | 6.   | Club Africain    | 42 | 30 | 10 | 12 | 8  | 36 | 30 | +6  |
|                    | 7.   | Gafsa            | 36 | 30 | 9  | 9  | 12 | 27 | 38 | -11 |
|                    | 8.   | Olympique Béja   | 36 | 30 | 9  | 9  | 12 | 31 | 35 | -4  |
|                    | 9.   | Monastir         | 36 | 30 | 7  | 15 | 8  | 31 | 34 | -3  |
|                    | 10.  | Stade Tunisien   | 36 | 30 | 9  | 9  | 12 | 30 | 37 | -7  |
|                    | 11.  | Hammam Sousse    | 35 | 30 | 8  | 11 | 11 | 29 | 37 | -8  |
|                    | 12.  | Kairouan         | 33 | 30 | 8  | 9  | 13 | 29 | 38 | -9  |
|                    | 13.  | Espérance Zarzis | 31 | 30 | 7  | 10 | 13 | 36 | 52 | -16 |
|                    | 14.  | Hammam Lif       | 31 | 30 | 8  | 7  | 15 | 29 | 47 | -18 |
|                    | 15.  | Gabès            | 22 | 30 | 4  | 10 | 16 | 24 | 45 | -21 |
|                    | 16.  | Béni-Khalled     | 21 | 30 | 4  | 9  | 17 | 24 | 44 | -20 |

Legenda:
      Campione di Tunisia e ammessa alla CAF Champions League 2013.
      Ammessa alla CAF Champions League 2013.
      Ammesse alla Coppa della Confederazione CAF 2013
      Retrocesse in Championnat de Ligue Professionelle 2 2012-2013.